# Новозеландский огарь
Новозеландский огарь, или новозеландская пеганка (лат. Tadorna variegata) — водоплавающая птица из семейства утиных (Anatidae), обитающая исключительно в Новой Зеландии. У вида есть одно необычное для рода пеганок выраженное различие в окраске оперения обоих полов.
В Новой Зеландии новозеландская пеганка один из немногих первоначальных видов, который извлёк пользу от изменения человеком новозеландской растительности. Как гемерофила её можно наблюдать на пастбищах и у водоёмов. Это распространённая птица, на которую можно охотиться. Каждый год в Новой Зеландии отстреливают примерно 100 тыс. птиц.

## Описание
Новозеландская пеганка длиной от 63 до 71 см . Вид характеризуется выделяющимся половым диморфизмом. В брачном наряде у гусака чёрно-зелёная голова и шея. Остальное тело имеет тёмное оперение. Нижняя сторона хвоста коричневая. Клюв чёрный, по сравнению с размером головы короткий и слегка выпячен. Ноги и лапы тёмно-серые. Глаза чёрные.
У самки в брачном наряде голова и шея белые. Спина тёмно-серая. Бока и нижняя сторона хвоста ярко каштаново-красные. Ноги, лапы, клюв и глаза окрашены как у самца. Молодые птицы похожи на взрослого самца. Однако молодые самки несколько меньше и имеют белое основание клюва. Характерная для самок белая голова появляется у молодых самок на второй год.
Взрослые самки линяют между январём и мартом, то есть к концу времени размножения. Линька начинается с изменения малого оперения, когда молодым птицам исполнится примерно 40 дней. Сбрасывание перьев крыльев наступает несколько позже. Они неспособны тогда к полёту на период от 28 до 42 дней.

## Распространение
Новозеландская пеганка — эндемик Новой Зеландии. Ошибочно птицы залетают в восточном направлении до остров Чатем и при случае достигают в северо-западном направлении острова Лорд-Хау. Перед заселением Новой Зеландии ареал был ограничен островом Южный и к северу от 39°S вид встречался довольно редко. Преобразование человеком леса в пастбище привело к тому, что вид смог расширить своё жизненное пространство и сегодня он распространён по всей Новой Зеландии. Как вид, который использует пастбище в качестве источника питания, она часта сегодня на всех используемых в сельскохозяйственных целях площадях. В то время как раньше она обитала в лесах со старыми деревьями, так как нуждалась в дуплах для размножения, сегодня её самые частые места гнездовий — это выгоревшие пни, оставшиеся после выкорчёвывания огнём стволов. Птицы встречаются в Новой Зеландии также у водоёмов в черте города. Хотя ведётся охота на новозеландскую пеганку, её популяция возрастает. В 2001 году она составляла больше чем 300 тыс. особей.
В качестве гнездового участка новозеландской пеганке достаточны маленькие водоёмы и болота, если имеется достаточно пастбищ. Маленькая часть популяции заселяет также устья рек и низкие прибрежные области. Птица гнездится также в новозеландском альпийском регионе на высоких плато с медленно текущими водоёмами.

## Образ жизни
Новозеландская пеганка образует пары, отношение которых продолжается всю жизнь. Птицы выбирают свой гнездовой участок иногда уже за 2 месяца до откладывания яиц. Он энергично защищается обоими полами. С августа по октябрь самка откладывает от 6 до 12 белых яиц в гнездо, которое размещается в защищённых дуплах деревьев, в норах кроликов, под корнями упавших деревьев или в расщелинах скал. Для защиты яиц оно набивается травой и перьями. Гнездится только самка. Самец остается поблизости от гнезда и позже также участвует в разведении птенцов. Смертность среди птенцов относительно незначительна. В среднем 6 молодых птиц из кладки становятся самостоятельными.

## Содержание в Европе
Первые новозеландские пеганки появились в Европе в 1863 году в зоопарке Лондона. Зоопарк Берлина показал первых новозеландских пеганок в Германии в 1869 году. В отличие от австралийской пеганки, которая впервые попала в Европу тогда же и потомство которой удалось получить лишь в 1939 году, потомство новозеландской пеганки удалось получить в том и другом зоопарках уже на второй год содержания. С тех пор новозеландские пеганки регулярно содержатся в зоопарках, а также частными лицами как водная домашняя птица. Они оказались мало чувствительны к холоду по сравнению с меньшими видами уток. Однако по отношению к другим гусям и лебедям они ведут себя агрессивно.